# Équipe de République dominicaine féminine de football
Cet article traite de l'équipe féminine. Pour l'équipe masculine, voir Équipe de République dominicaine de football.
Maillots
L'équipe de République dominicaine féminine de football est l'équipe nationale qui représente la République dominicaine dans les compétitions internationales de football féminin. Elle est gérée par la Fédération de Dominique de football.
Les Dominicaines n'ont jamais disputé une phase finale d'une compétition majeure de football féminin, que ce soit le Championnat féminin de la CONCACAF, la Coupe du monde ou les Jeux olympiques.

## Classement FIFA
| Année               | 2003 | 2004 | 2005 | 2006 | 2007 | 2008 | 2009 | 2010 | 2011 | 2012 | 2013 | 2014 | 2015 | 2016 | 2017 | 2018 |
| ------------------- | ---- | ---- | ---- | ---- | ---- | ---- | ---- | ---- | ---- | ---- | ---- | ---- | ---- | ---- | ---- | ---- |
| Classement mondial  | 100  | 104  | 102  | 92   | 92   | 86   | 92   | 93   | 88   | 88   | 118  | 93   | 102  | 93   | 119  | 105  |
| Classement Concacaf | 17   | 15   | 15   | 10   | 10   | 9    |      | 9    | 8    | 8    |      | 10   | 11   | 11   |      |      |